# 埃爾南德斯 (新墨西哥州)
埃爾南德斯（英語：Hernandez）是位於美國新墨西哥州里奧阿里巴縣的普查規定居民點。

## 人口
根據2020年美國人口普查的數據，埃爾南德斯的面積為4.40平方千米，皆為陸地。當地共有人口946人，而人口密度為每平方千米215人。